# Refashion
Refashion, anciennement Eco TLC, est l'éco-organisme chargé de l'organisation de la collecte et du recyclage des vêtements, du linge de maison et des chaussures liée à la responsabilité élargie du producteur (REP). 

## Histoire
Il est créé en 2009. En 2014, son agreement est renouvelé, suivi en 2019 et 2022 de renouvellements successifs.
En juillet 2025, Le Relais appelle à ne plus déposer de vêtements dans ses bennes, à cause de son manque de moyens. Il lui est alloué 150 € pour traiter une tonne de vêtements. Le Relais en demande 300 € la tonne, alors que Refashion en propose 192 €. Pour protester contre cette situation, Le Relais a organisé le 15 juillet 2025 des opérations coup de poing en province, en déposant des tonnes de vêtements devant des magasins Kiabi et Décathlon,.